# ヒュシアイの戦い
ヒュシアイの戦い（英：Battle of Hysiae）は、アルゴスの南西にあるヒュシアイという古地において行われた合戦のことを指す。二つの戦いがヒュシアイにおいて勃発し、一回目は紀元前669年に、二回目は紀元前417年に起きた。どちらもアルゴスとスパルタが激突した。

## 紀元前669年の戦い
一度目の戦いは古代ギリシア旅行家パウサニアスによって記述されている。彼によれば、一度目の戦いは紀元前669年の8月に起き、アルゴスがスパルタを打ち破った。軍事的成功で名高いアルゴス王（もしくは僭主）フェイドンの治世にこの戦いが起こったという説もあるが、憶測に過ぎない。また、この戦いは本来存在せず、アルゴスによって捏造されたとする説もある。

## 紀元前417年の戦い
二度目の戦いはペロポネソス戦争中に起きた。これはトュキュディデスの『戦史』によって描写され、彼自身も参加した。彼によれば、スパルタは紀元前418年～417年の冬にアルゴスに全軍を出撃させたが、アルゴスを落とすことができなかった。しかし、スパルタはヒュシアイの町を陥落させることに成功し、男性市民を全て捕虜にした。捕虜はその後虐殺されたという。